# Пунам Редді
Пунам Редді (нар. 25 червня 1987) — колишня індійська тенісистка.
Найвищу одиночну позицію світового рейтингу — 475 місце досягла 7 листопада 2005, парну — 546 місце — 8 травня 2006 року.
Завершила кар'єру 2007 року.

## Фінали ITF

### Одиночний розряд: 1 (0–1)
| Легенда          |
| ---------------- |
| турніри $100,000 |
| турніри $75,000  |
| турніри $50,000  |
| турніри $25,000  |
| турніри $10,000  |

| Фінали за покриттям |
| ------------------- |
| Тверде (0–1)        |
| Ґрунт (0–0)         |
| Трава (0–0)         |
| Килим (0–0)         |

| Результат | Ранг | Дата           | Місце             | Покриття | Суперниця  | Рахунок       |
| --------- | ---- | -------------- | ----------------- | -------- | ---------- | ------------- |
| Поразка   | 1.   | 29 жовтня 2005 | ITF Мумбаї, Індія | Тверде   | Іша Лахані | 4–6, 6–4, 2–6 |

### Парний розряд: 1 (0–1)
| Результат | Ранг | Дата           | Турнір         | Покриття | Партнерка         | Суперниці                    | Рахунок |
| --------- | ---- | -------------- | -------------- | -------- | ----------------- | ---------------------------- | ------- |
| Поразка   | 1.   | 17 жовтня 2005 | Lagos, Нігерія | Тверде   | Рушмі Чакравартхі | Анкіта Бгамбрі Санаа Бгамбрі | w/o     |